# Abdastarto
Abdastarto (ou Abdastartuss) era um rei de Tiro, filho de Baal-Eser I (Beleazaro) e neto de Hirão I. A única informação disponível sobre Abdastartus vem de uma citação do autor fenício Menandro de Éfeso.
De acordo com Menandro e Flávio Josefo, Abdastarto começou a reinar sete anos após a morte de seu avô, Hirão I. A datação de Hirão e dos reis seguintes é baseada nos estudos de J. Liver,  JM Peñuela,  FM Cross,  e William H. Barnes,  todos os quais se basearam na evidência de inscrições dentre os reinados de Baal-Eser II e Salmanaser III em 841 a.C.. 